# Louis le Pieux
Pour les articles homonymes, voir Louis Ier, Débonnaire et Le Pieux.
Pour l’article homonyme, voir Louis Débonnaire, un oratorien français du XVIIIe siècle.
Ne doit pas être confondu avec Louis VII, parfois surnommé « Louis le Pieux ».
Louis Ier dit « le Pieux » ou « le Débonnaire », né en 778 à Cassinogilum (localisation incertaine, soit Casseuil près de Bordeaux, Chasseneuil-du-Poitou dans la Vienne ou encore Casseneuil en Lot-et-Garonne) et mort le 20 juin 840 à Ingelheim, près de Mayence, est roi d'Aquitaine jusqu'en 814, puis empereur d'Occident de 813 à 833 (en association avec son père de 813 à 814, puis seul empereur) puis de nouveau de 835 à sa mort. Il est le fils de Charlemagne et de Hildegarde de Vintzgau.
Son règne est marqué par de nombreuses menaces sur l'unité de l'Empire carolingien : non seulement il dut faire face aux raids des Vikings, mais ses fils se révoltèrent contre lui en plusieurs occasions. Les ambitions des grandes familles aristocratiques s'affirment alors de plus en plus, menaçant le pouvoir impérial.
Après sa mort, l'Empire carolingien est partagé entre les royaumes de ses fils Charles, Lothaire (qui reçoit le titre impérial), et Louis le Germanique par le traité de Verdun.

## Nom et surnoms deLouisIer

### Étymologie deLouis
Louis est un prénom d'origine germanique, parfois latinisé en Hludovicus ou Ludovicus. C'est un prénom traditionnellement rencontré dans la généalogie royale franque, et qui commence avec Clovis, forme savante francisée du latin Clodovicus, lui-même adaptation du francique Chlodowich / Chlodewig équivalent au vieux haut allemand Hluodwic et qui a donné Louis par ailleurs, forme populaire.

### Louis «le Pieux»
Le qualificatif « le Pieux » est attesté de son vivant (en latin : pius), en particulier par la biographie écrite par le chorévêque de Trèves, Thégan (avant 800-vers 850), l'un de ses trois biographes : Vita Hludovici Pii, et dans le texte écrit par son conseiller Agobard de Lyon, très critique envers Judith, sa seconde épouse, fervent soutien de son fils Lothaire, principal artisan de la déposition de Louis en 833 : Libro duo pro filiis et contra Iudith uxorem Ludovici Pii.
Ce surnom est lié à sa politique religieuse, nettement plus favorable à l’Église que celle de Charlemagne. Durant son règne, Louis réforme les monastères et change de politique à l'égard de la papauté en s'engageant à respecter le patrimoine de saint Pierre, et à ne pas intervenir dans les élections pontificales. Le pape retrouve ainsi, après une période de contrôle exercé par Charlemagne, une certaine indépendance politique.
Il est possible aussi que son surnom de « Pieux » lui ait été valu par sa propension à fondre en larmes lorsqu'il entrait dans des lieux saints, comme ce fut le cas lorsqu'il se recueillit sur la tombe de son père Charlemagne à Aix-la-Chapelle.
À la cour, il s'entoure de clercs qui le conseillent, comme Agobard (769 ?-840), Frédegis († 834) et Benoît d'Aniane (750-821). En 822, il accomplit une pénitence publique à Attigny. En somme, la politique religieuse de Louis le Pieux a pour objectif de renforcer l'unité de l'Empire, un empire carolingien fondamentalement chrétien.

### Louis «le Débonnaire»
Quant à son surnom de « Débonnaire », il n'apparaît qu'une seule fois, durant le haut Moyen Âge, dans la biographie de l'Astronome, la Vita Hludovici. Il emploie le superlatif latin mitissimus (« très doux »), que l'on traduit par « débonnaire », qu'une seule fois dans son récit (chap. 21). Mais ce terme fut repris en 1275 par un clerc à Saint-Denis nommé Primat, dans les Grandes Chroniques de France, puis par d'autres chroniqueurs et historiens, qui lui donnèrent donc une importance injustifiée.

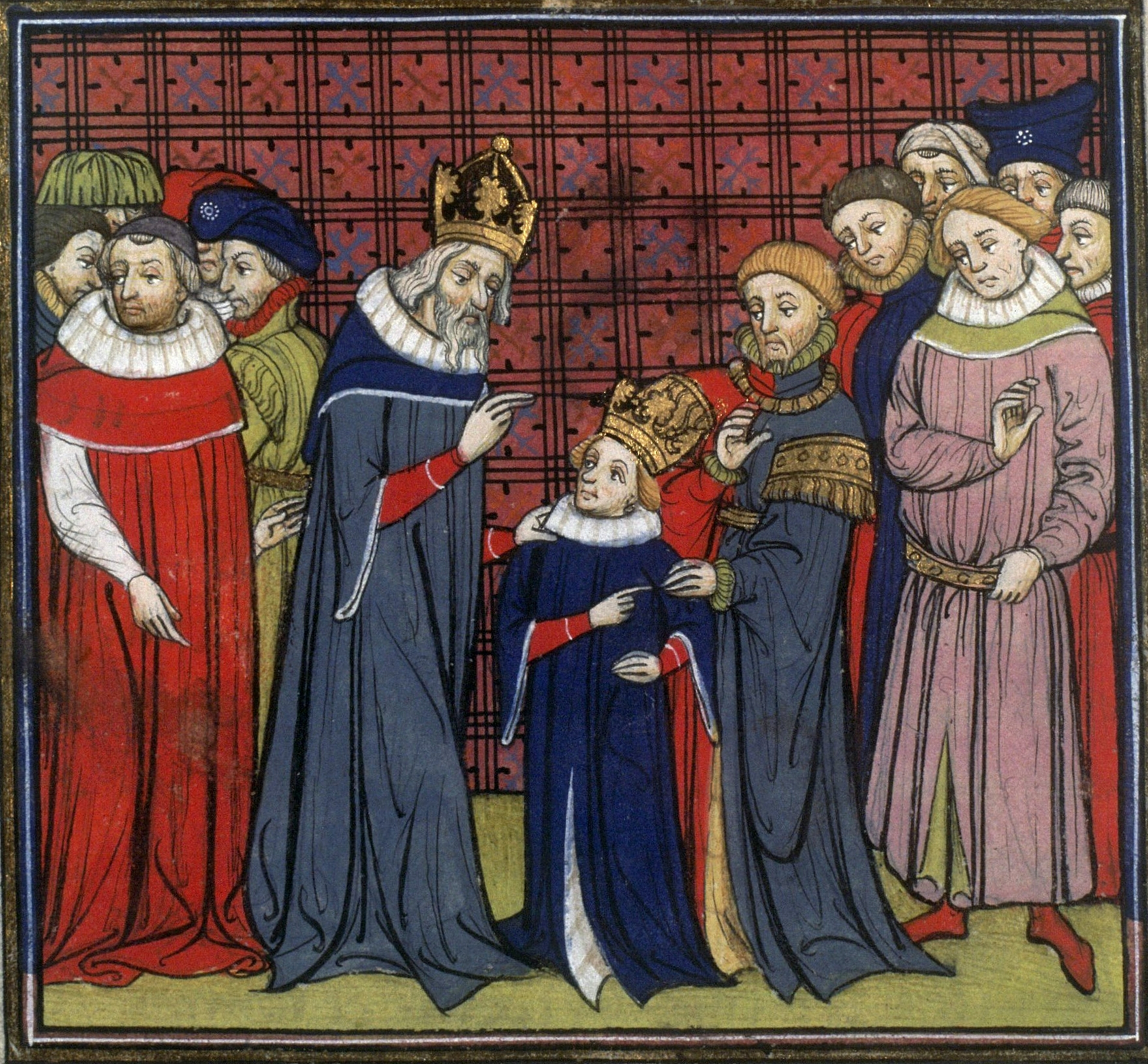
Charlemagne et son fils Louis le Pieux (vue d'artiste, XIVe siècle).

## Biographie

### Origines et débuts
Il est le sixième enfant et le quatrième fils de Charlemagne ; le cinquième enfant et le troisième fils de sa seconde épouse Hildegarde de Vintzgau, de la famille bavaroise des Agilolfing.
Au moment de sa naissance, durant l'été 778, alors que Hildegarde met au monde deux jumeaux, Louis et Lothaire (qui meurt peu après), Charlemagne est parti en expédition en Espagne. La naissance se déroule dans une des résidences royales, la villa Cassinogilum, qui correspond plus certainement à l'actuelle commune de Chasseneuil-du-Poitou (département de la Vienne), qu'à celle de Casseuil (département de la Gironde) sur la Garonne, selon les historiens, encore qu'un ouvrage de 1660 désigne Casseneuil en Lot-et-Garonne, où le frère jumeau du roi Louis, Clotaire (ou Lothaire), serait mort et aurait été enterré à l'âge de deux ans.
Le 15 avril 781, au cours de la célébration de la fête de Pâques à Rome, Charlemagne le fait couronner roi des Aquitains par le pape Adrien Ier. Il n'a donc pas encore trois ans. Cette cérémonie voit aussi le couronnement du troisième fils, qui n'a pas quatre ans, Pépin, roi d'Italie. Peu après, malgré son jeune âge, Louis est envoyé en Aquitaine, sous la garde d'un tuteur, Arnold, et d'autres officiers.

### Roi d'Aquitaine (781-814)

L'Europe en l'an 814.

Durant son règne en Aquitaine, le gouvernement est d'abord assuré par Charlemagne, qui nomme des comtes francs. À partir des années 790 (il a douze ans), Louis joue aussi un rôle dans le gouvernement de son royaume.
Parmi les personnalités du royaume d'Aquitaine, les principaux sont Benoît d'Aniane, conseiller de Louis, d'origine wisigothique, et Guillaume, comte de Toulouse à partir de 788 en remplacement de Chorso, battu par le Vascon Adalric (en). On peut aussi citer Bégon, gendre de Louis à partir de 806, et Hélisachar, son chancelier en 814.
Durant cette période, Louis vit le plus souvent dans ses palais royaux aquitains, à Doué-La-Fontaine, près de Saumur, Angeac entre Angoulême et Saintes, Cassinogilum (très probablement Chasseneuil-du-Poitou, à côté de Poitiers), et Ébreuil, ou encore Jocundiacum (aujourd'hui Le Palais-sur-Vienne, près de Limoges).
Il est, à plusieurs reprises, appelé par Charlemagne à venir passer quelque temps à la cour :
- en 785 (il a huit ans) à Paderborn[11] (en pays saxon, à plus de 1 000 km) ;
- en 791 (il a quatorze ans) à Ratisbonne[12], où Charlemagne l'arme d'une épée ;
- en 797 (il a vingt ans) à Herstelle[13] (Saxe), avec Pépin et Charles ;
- en 795, il épouse Ermengarde de Hesbaye ; de ce mariage naîtront : Lothaire en 795, Pépin en 797 et Louis en 806, ainsi que deux filles, Hildegarde et Rothrude (cf. paragraphe « Généalogie ») ;
- en 800, il a une entrevue avec Charlemagne à Tours[14], alors que celui-ci parcourt la Gaule avant de se rendre à Rome ; Charlemagne semble avoir pensé à le faire venir à Rome en décembre 800, puis y avoir renoncé[15] ;
- en septembre 813, alors que ses frères aînés sont décédés récemment, il est à Aix-la-Chapelle pour être proclamé empereur par l'assemblée des grands, puis être couronné, le 11, par Charlemagne[16] ; c'est la dernière rencontre du père et du fils, qui repart en Aquitaine.

#### Les expéditions militaires de Louis
À partir des années 790, il prend part à plusieurs expéditions militaires : en 792, il est envoyé avec Pépin dans une campagne contre le duché de Bénévent. Mais il s'agit surtout de campagnes en Espagne musulmane, où le pouvoir est détenu depuis 756 par l'émir omeyyade de Cordoue, en rébellion contre le califat abbasside de Bagdad. Les opérations des Francs au sud des Pyrénées bénéficient de l'action des rois asturiens dans l'ouest de la péninsule, et de l'autonomie des gouverneurs musulmans, dont certains pactisent avec Charlemagne.
En 797, Louis mène le siège de Huesca.
En 800-801, il est à la tête de l'armée franque qui assiège, puis prend Barcelone.
En 809, il fait partie de l'expédition contre Tortosa, qui échoue.
De nouveau en 811, avec succès cette fois. La marche d'Espagne atteint donc le bas cours de l'Èbre, tandis que Saragosse (objectif de l'expédition de 778) reste sous le contrôle des musulmans.

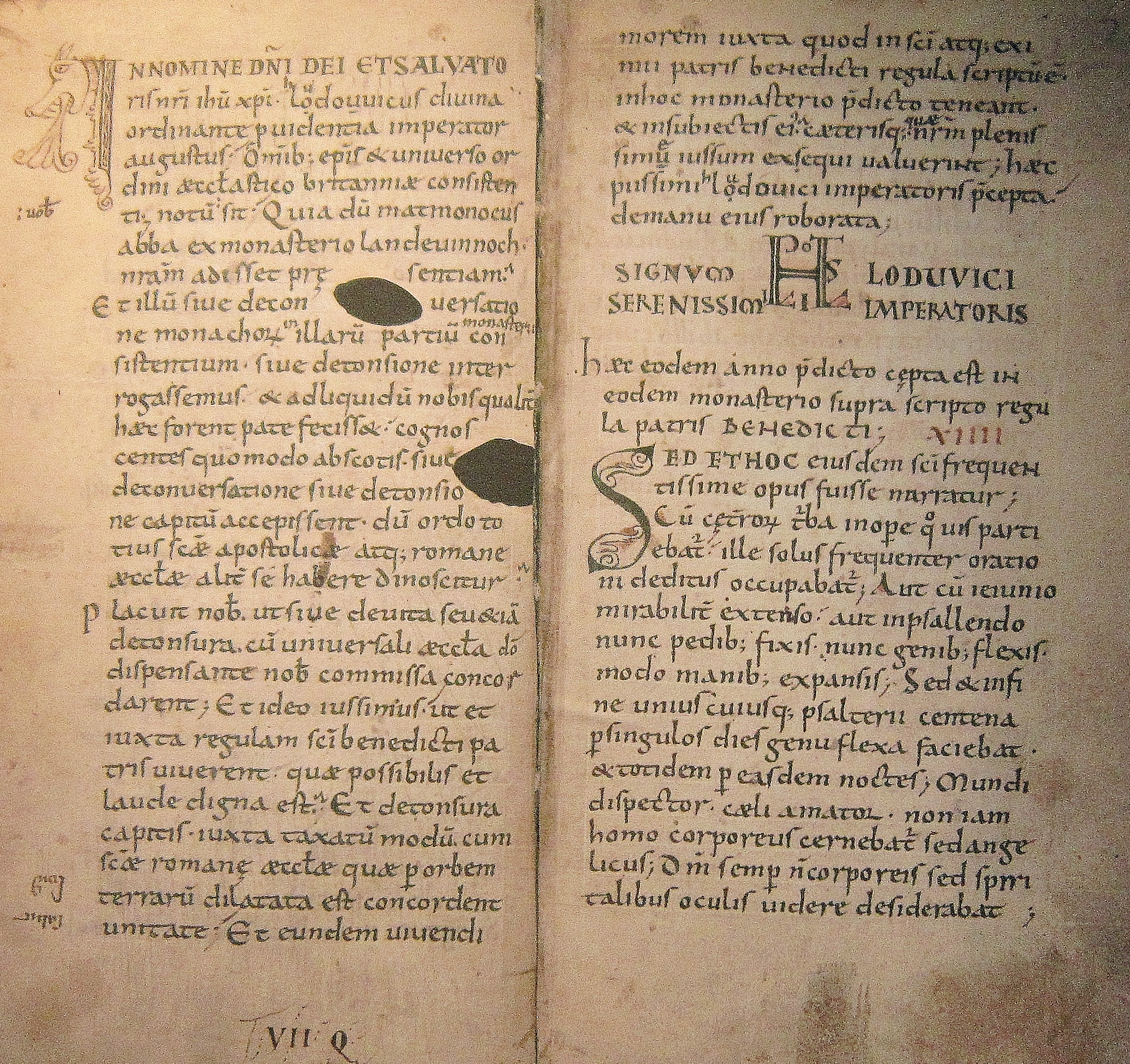
Édit de Louis Le Pieux reproduit dans la Vie de Saint-Guénolé (818).

En 818, il est en campagne victorieuse contre le roi breton Morvan dans l'extrême ouest de la Bretagne continentale (le lieu exact n'est pas connu). Louis Le Pieux, rencontra en 818, dans la forêt de Priziac, au bord de l’Ellé, l’abbé Matmonoc, de l’abbaye de Landévennec. Il insiste pour que le monastère de Landévennec abandonne son mode de vie « irlandaise » et adopte à la place la règle bénédictine. L’Édit de Louis Le Pieux, reproduit dans la Vie de Saint-Guénolé (manuscrit datant du Xe ou XIe siècle), ordonne que les moines bretons de Landévennec vivent selon la règle de saint Benoît, ce qui modifie le mode de vie ainsi que la tonsure des moines établis dans les monastères de ces régions.

#### La fin du règne de Charlemagne

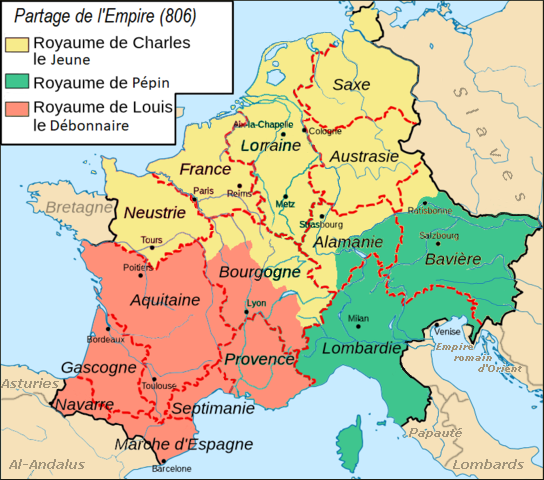
Partage de 806.

En 806, Charlemagne organise un partage de ses territoires en trois royaumes attribués à ses trois fils légitimes : Charles, Pépin et Louis. En plus de l'Aquitaine, Louis aura les régions de l'ancienne Gaule au sud du plateau de Langres (royaume de Bourgogne, Provence). Le titre impérial n'est attribué à personne. Mais ce projet est finalement inutile, puisque Pépin et Charles meurent en 810 et 811.
En septembre 813, quelques mois avant sa mort, Charlemagne désigne son fils Louis comme co-empereur d'Occident :
« Au mois de septembre de cette même année (813), l'empereur Charles réunit une grande assemblée du peuple au palais d'Aix. Venant de tout son royaume et empire s'assemblèrent évêques, abbés, comtes, prêtres, diacres et assemblée des Francs auprès de l'empereur à Aix ; et là ils élaborèrent quarante-six chapitres sur ce qui était nécessaire à l'Église de Dieu et au peuple chrétien. Ensuite se tint une assemblée avec les dits évêques, abbés, comtes et nobles du royaume franc, et ils firent de son fils Louis un roi et un empereur. Ce à quoi tous consentirent pareillement, déclarant que cela était justifié ; et cela plut au peuple, et avec le consentement et l'acclamation de tout le peuple, il fit son fils Louis empereur avec lui, et il perpétua l'empire par la couronne d'or, le peuple acclamant et criant : Vive l'empereur Louis ! Et ce fut une grande joie dans le peuple ce jour-là. »

### L'avènement et le sacre (814-816)

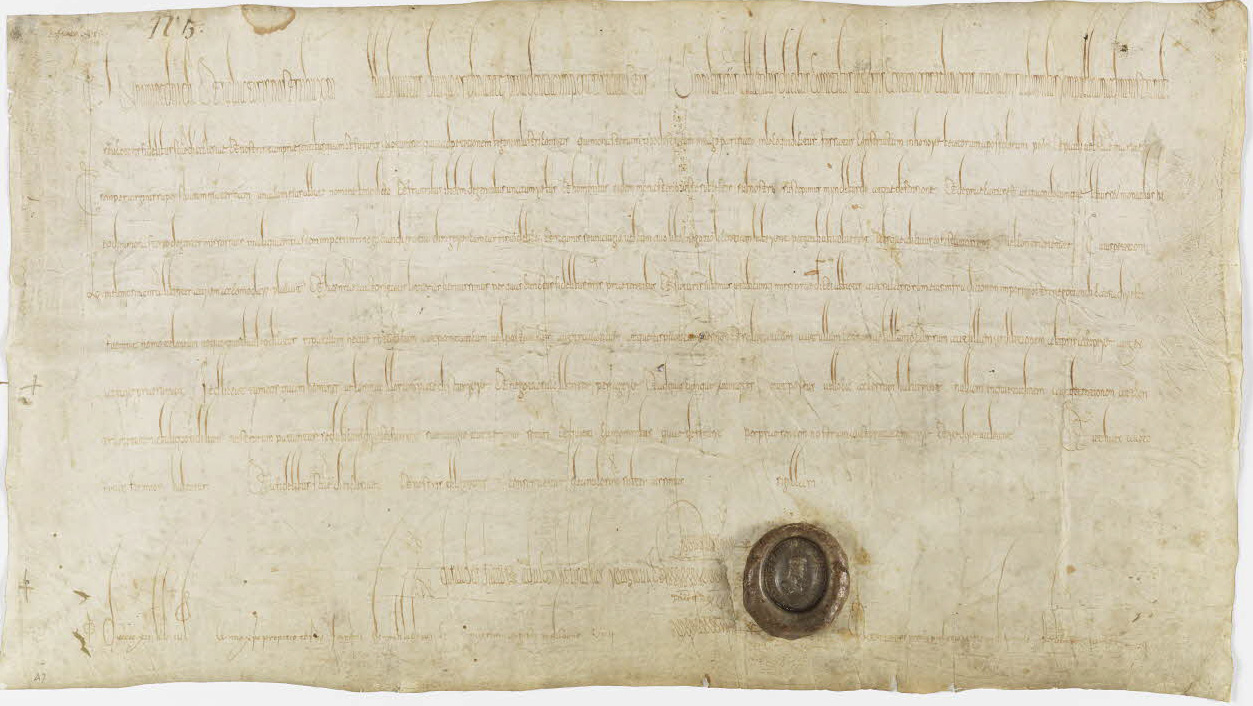
Exemption accordée par Louis le Pieux à l'abbaye de Saint-Maur-des-Fossés de tous les droits de péage et de circulation datant du 20 juin 816. Archives nationales.

En février 814, Louis apprend la mort de son père alors qu'il se trouve dans son palais de Doué-la-Fontaine.
Revenu à Aix-la-Chapelle après un voyage d'un mois, il procède à différents changements dans le personnel dirigeant, ses conseillers étant promus et ceux de Charlemagne écartés (en particulier ses cousins Adalard et Wala). Il renvoie du palais un certain nombre de femmes qui s'y trouvaient, y compris ses sœurs, qui sont placées dans des monastères.
Contrairement à Charlemagne, il renonce à s'intituler encore roi des Francs et des Lombards ; le seul titre qu'il porte est celui d'empereur, indiquant par là que son autorité est aussi universelle que celle du pape et s'étend comme elle à tous les chrétiens.
Le 5 octobre 816, il est couronné et sacré par le pape Étienne IV à Reims,. Il est le premier monarque sacré à Reims, pratique suivie par presque tous les rois de France après lui.

### Le partage de 817 et la révolte de Bernard d'Italie (818)

L'Empire carolingien à la suite du partage de 817.

Louis fut tout de suite confronté à la nécessité d'organiser sa succession entre ses trois fils, Lothaire, Louis et Pépin. D'une part, l'idée du partage égal entre les fils du souverain avait toujours été appliquée depuis l'origine de la monarchie franque. D'autre part, le pouvoir impérial était, par sa nature même, aussi indivisible que le pouvoir du pape. Fallait-il donc considérer l'Empire comme si indissolublement confondu avec l’État que la succession à celui-ci serait régie par le même principe que la succession à celui-là ? ou bien, distinguant entre l'un et l'autre, procéder au partage de l’État, en réservant à l'un des héritiers l'autorité impériale ?
Louis le Pieux se décida en faveur d'une mesure qui, sans rompre entièrement avec la coutume du partage, la subordonnait au principe de l'unité. En juillet 817, par l'Ordinatio Imperii, il s'associe, comme corégent de l'Empire, Lothaire, son fils aîné, et le désigne comme son héritier. Ses deux autres fils reçoivent des territoires restreints et subordonnés : Pépin reçoit l'Aquitaine et Louis la Bavière. En agissant ainsi, Louis se prononçait contre l'ancienne conception de la monarchie franque telle que l'avaient pratiquée les Mérovingiens et en faveur de la nouvelle conception ecclésiastique de l'Empire.
Ces dispositions provoquent la révolte de son neveu, le roi d'Italie, Bernard, petit-fils de Charlemagne. Il gagna la Gaule et reçut le soutien de Théodulf, évêque d'Orléans. Néanmoins, Louis rassemble sans mal des forces afin de mater l'insurrection et Bernard, fait prisonnier, est amené à Aix. Il est condamné à mort, gracié par Louis le Pieux, mais doit subir le châtiment de l'aveuglement. Il meurt deux jours après ce supplice. L'empereur, accablé de remords et poussé par son fidèle Benoît, abbé d'Aniane, se sentira obligé de faire publiquement pénitence mais seulement quatre ans plus tard, en 822, ce qui accrédite aux yeux des aristocrates francs l'idée de la faiblesse de l'empereur, et érige à leurs yeux les ecclésiastiques comme seul rempart à une prise du pouvoir de l'aristocratie. C'est d'ailleurs sur les conseils de Benoît d'Aniane, que Louis le Pieux tentera de réformer l'institution monastique en publiant en 817 au concile d'Aix-la-Chapelle un « capitulaire monachorum » instaurant dans l'ensemble des monastères de son empire.
En 819, la charte de Louis le Pieux confirme l'immunité de l'abbaye Saint-Bavon de Gand, déjà accordée par son père Charlemagne. La charte sur vélin, toujours en bon état après 1 200 ans, est gardée aux Archives générales du Royaume.
En 825, Louis accorde une protection spéciale (charte) au Juif Abraham de Saragosse qui le sert fidèlement dans son palais. Rien de pareil ne se rencontre en faveur d’un marchand chrétien. Il accorde également un privilège la même année à d'autres Juifs habitant Lyon, auxquels il permet de vivre selon leur foi,.

### Du remariage (819) au repartage (829)
Peu de temps après la mort de Bernard, Louis s'engage dans une campagne contre les Bretons ; Ermengarde, qui l'accompagne, meurt à Angers, où elle est inhumée.
Louis se remarie en 819 avec Judith de Bavière, de la dynastie des Welf, qui lui donne une fille, Gisèle, et surtout un autre fils, Charles (né en 823), le futur Charles le Chauve. La naissance de Charles remet en cause le partage de 817 : il faudra « possessionner » ce nouveau descendant. Judith s'allie avec Louis et Pépin, et s'assure le concours d'une partie de l'aristocratie, pour réclamer le partage de la succession entre tous les fils de l'empereur. On assiste en réalité à la formation de deux clans, l'un autour de Judith et l'autre autour de Lothaire, qui s'arrachent les soutiens nobles en offrant divers présents et promesses. L'aristocratie, déjà exaspérée par la politique de Louis Ier, semble y trouver son compte et prépare les prochaines révoltes.

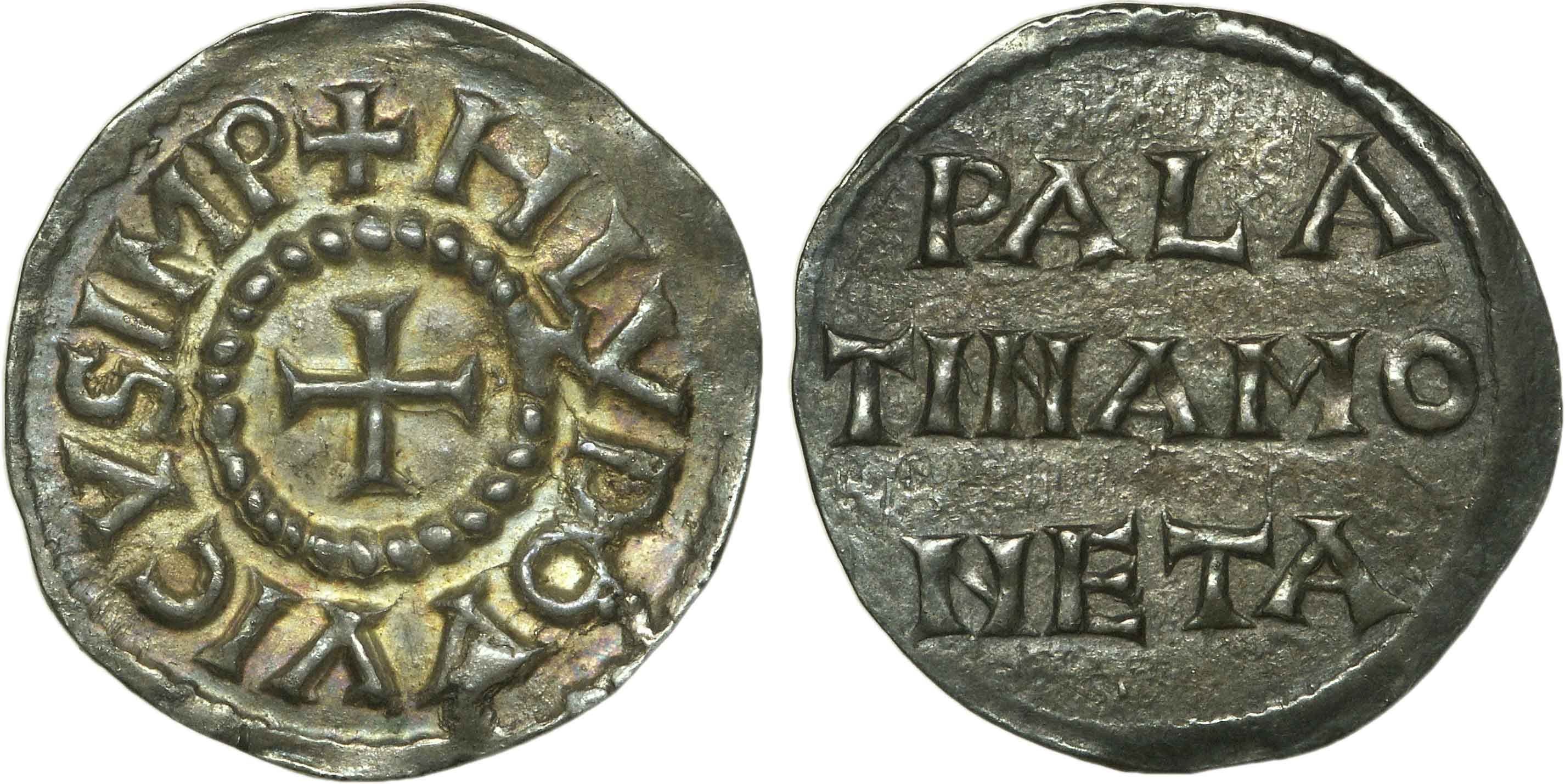
Denier sous le Pieux frappé à Le Palais.

Très vite, Lothaire, bien que parrain de Charles, refuse toute modification des décisions de 817, et rassemble autour de lui plusieurs aristocrates, formant un parti de l'unité impériale : un grand nombre d'évêques de Gaule, en particulier Jonas d'Orléans et Frédéric d'Utrecht, ainsi que les comtes Hugues de Tours (son beau-père), Matfrid d'Orléans et Lambert de Nantes.

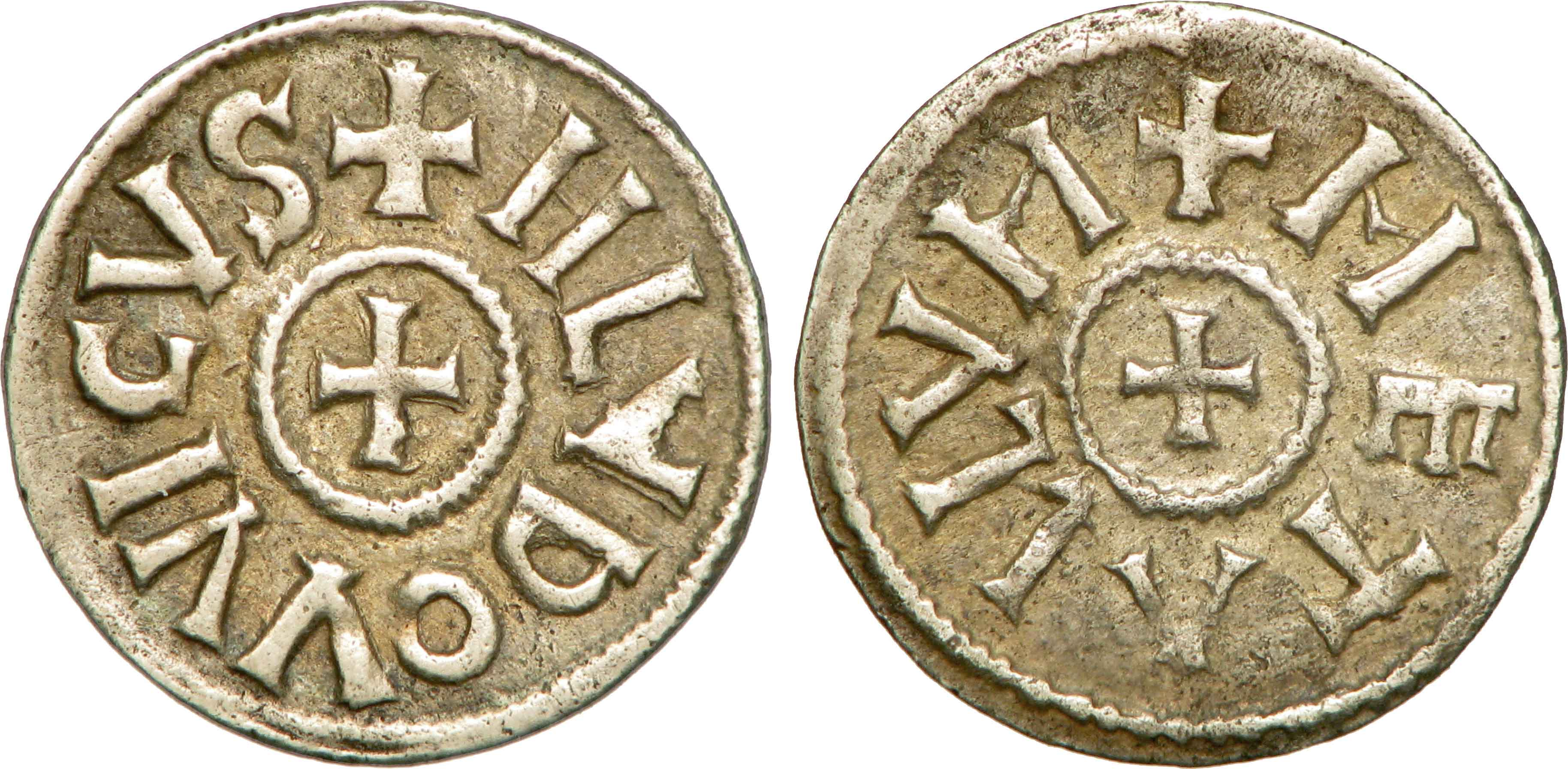
Obole sous le Pieux.

De son côté, Judith favorise l'ascension de sa famille : sa mère devient abbesse de Chelles, son frère Rodolphe abbé de Saint-Riquier et de Jumièges ; son frère Conrad devient abbé de Saint-Gall, et épouse une fille d'Hugues de Tours ; sa sœur Emma épouse (827) Louis de Bavière. Les échanges entre Louis le Pieux et l'empereur grec de Constantinople, Michel II, aboutissent à des emprunts religieux et culturels : au cours d'une ambassade en 827, l'empereur byzantin lui fournit l'ensemble des œuvres de Denys l'Aréopagite, dont le roi franc souhaitait faire réaliser une traduction.
Au cours de ces années, un autre personnage joue un rôle de plus en plus important : le marquis de Septimanie, Bernard, fils de Guillaume de Gellone, un soutien de Judith et de Charles. Marié en 824 à Aix avec Dhuoda, il s'illustre ensuite dans la défense de Barcelone, attaquée par les musulmans de Cordoue en 826. Il a du mener cette défense seul, malgré les dispositions prises par l'empereur pour lui envoyer des renforts, avec Hugues de Tours et Matfrid d'Orléans. Ceux-ci sont destitués pour n'avoir pas agi conformément aux ordres. Bernard de Septimanie devient un des principaux conseillers de l'empereur.

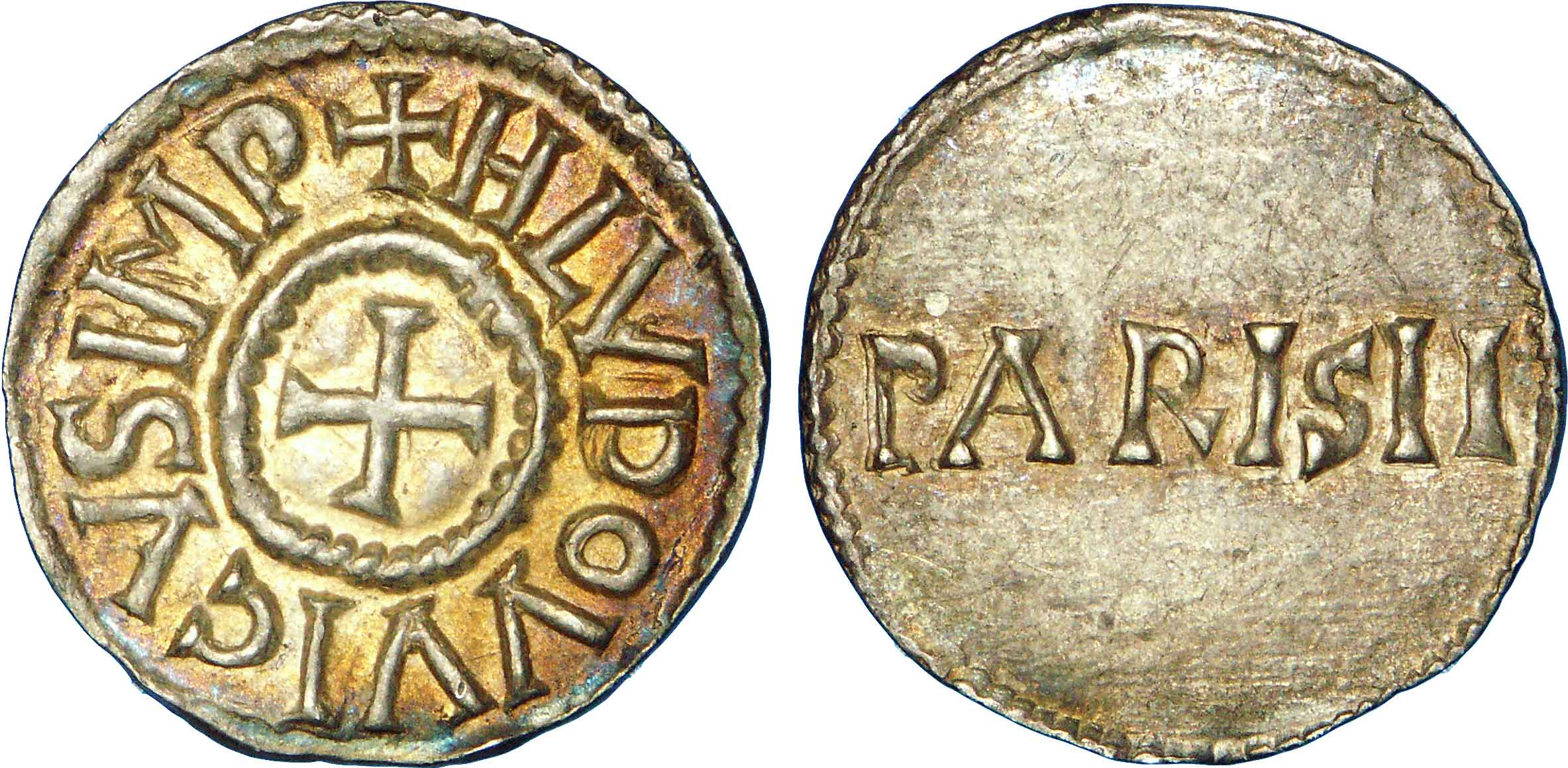
Denier sous le Pieux frappé à Paris.

En 829, lors de l'assemblée annuelle, tenue à Worms, Louis le Pieux modifie sa succession pour y intégrer Charles, à qui sont attribués des territoires en Alsace, Rhétie et Bourgogne, avantages qui ont pour résultat d'amener Louis et Pépin à se rapprocher du parti de Lothaire. Celui-ci se trouve privé de son titre de régent, et s'en va en Italie soumettre sa querelle au pape. Wala est également écarté (au monastère de Corbie), tandis que Bernard devient chambellan, et reçoit la responsabilité de l'éducation de Charles.
À la suite de ces changements, Bernard de Septimanie et Judith sont l'objet d'une campagne de dénigrement de la part des partisans de Lothaire, dirigés par Wala : à l'extrême, ils sont accusés d'adultère, voire de sorcellerie et de tentative d'assassinat. Bernard est accusé d'accaparer tout le pouvoir à Aix, au détriment d'un empereur trompé et envoûté.

### Soutien à la christianisation scandinave
Après avoir accueilli Harald Klak en exil à sa cour en 813, il envisage de poursuivre les tentatives de son père de christianiser les Danois. Il envisage plusieurs nouvelles initiatives et bénéficie du soutien pontifical. En effet, Pascal II autorise l'envoi d'Ebon de Reims en mission évangélisatrice. Les efforts de Louis aboutissent au baptême d'Harald Klak, roi de Danemark, en 826 dans son palais à Ingelheim. Il espère qu'une fois revenu sur le trône, Harald parvienne à imposer la chrétienté. Malheureusement, il en est chassé dès  827. 
Malgré cela, Louis le Pieux continue de soutenir les missions évangélisatrices et cède notamment à Anschaire de Brême le monastère de Thourout à cette fin. Les enjeux de christianisation du Nord se dissipent à la fin du règne de Louis le Pieux.

### La période des révoltes et des guerres civiles (830-835)

#### La révolte de 830
Une première révolte éclate en 830 : Pépin et Louis s'emparent du palais impérial et de l'empereur, et le contraignent à enfermer Judith dans un monastère, Charles étant lui aussi confié à des moines. Bernard de Septimanie a dû partir en hâte et il se réfugie dans ses domaines du midi. Lothaire, revenu d'Italie, maintient son père au pouvoir, mais sous son contrôle d'empereur associé.
Louis le Pieux bénéficie alors de l'appui des évêques de Germanie et engage des négociations avec Pépin et Louis, qui rompent avec Lothaire. Lors de l'assemblée tenue à Nimègue en 830, Lothaire accepte de repartir en Italie. Louis se décide alors à rompre le partage de 817 pour redécouper de nouveau le territoire, mais cette fois-ci en quatre parts. Le partage est officiel en 831 : Lothaire garde l'Italie et doit conserver le titre impérial jusqu'à sa mort, le reste de l'empire est partagé entre Pépin, Louis et Charles. Ces royaumes doivent devenir indépendants à la mort de Lothaire.

#### La confiscation de l'Aquitaine (832)
Malgré cela, Pépin et Louis continuent leur agitation. Pépin, au service de qui Bernard de Septimanie s'est placé, s'étant rebellé, l'empereur procède à la confiscation de ses domaines lors d'une grande assemblée qu'il a convoquée au palais de Jocundiacum (aujourd'hui Le Palais-sur-Vienne près de Limoges) en octobre 832. Il y désavoue Pépin devant les grands d'Aquitaine et fait acclamer lors de la même assemblée son fils dernier né Charles le Chauve, une manière de lui promettre le trône d'Aquitaine.

#### La révolte de 833 et la destitution de l'empereur
En 833, Judith entame une négociation avec Lothaire, en vue d'un partage de l'empire entre lui et Charles.

#### Le «Champ du mensonge» (juin 833)
Lothaire, à la tête d'une armée, franchit les Alpes, accompagné du pape Grégoire IV, rejoint ses frères et marche avec eux contre leur père. La rencontre eut lieu à la fin du mois de juin en Alsace, dans un lieu appelé ensuite « Champ du mensonge ». Durant les négociations, les partisans de Louis le Pieux l'abandonnent l'un après l'autre. Ce résultat est notamment dû à l'action du pape, qui renforce ainsi son influence. Au nom de la paix de l'Église, dont l'Empire n'était que la forme temporelle, il revendiqua le droit d'intervenir, il rétablit Lothaire dans sa dignité primitive et emmena Judith en Italie. Charles est placé au monastère de Prüm.

#### La pénitence de Soissons (novembre 833)
En novembre, Lothaire, soutenu par les évêques de Gaule, notamment Agobard de Lyon et Ebon de Reims, impose à son père une pénitence publique qui se déroule dans l'abbaye Saint-Médard de Soissons, devant une assemblée de clercs et de laïcs. Louis est obligé de confesser ses nombreux « crimes » et contraint d'abdiquer la dignité impériale.
En 834 Hugues (802-844), abbé laïc de nombreuses abbayes, devient archichancelier.

#### La guerre civile de 834 et le rétablissement de Louis le Pieux
Les résultats obtenus par Lothaire en 833 ne correspondaient pas aux vœux de Louis et de Pépin. Ils reprirent les armes, et la lutte continua. Une coalition entre Louis le Pieux, Louis de Bavière et Pépin (avec Bernard) se forme de nouveau contre Lothaire. Une armée est rassemblée à Langres. Lothaire réussit à s'emparer de Chalon, où sont exécutés Gaucelme et Gauberge, frère et sœur de Bernard de Septimanie. Mais il est finalement contraint de repartir en Italie.
En 835, Louis retrouve son titre d'empereur, lors du concile de Thionville.

### La fin du règne: une relative accalmie (835-840)
En 837, Louis le Pieux attribue à Charles un royaume à partir de territoires de la vallée de la Meuse, auxquels il ajoute, en 838, à la suite de la mort de Pépin, l'Aquitaine, malgré la présence d'un héritier légitime, ce qui amène une tension avec les aristocrates aquitains.
Judith, après avoir fait assassiner l'évêque Frédéric d'Utrecht, conçoit le projet d'un rapprochement de Charles avec Lothaire, à qui en 839, lors de l'assemblée d'Aix, l'empereur accorde les territoires à l'est du Rhin. Dès lors, c'est Louis de Bavière qui devient l'ennemi principal.
Mais Louis le Pieux meurt peu après le 20 juin 840 dans une île du Rhin, à Ingelheim, au cours des préparatifs pour une campagne contre son fils. Il est inhumé auprès de sa mère dans l'abbaye Saint-Arnould de Metz. Après sa mort, les hostilités reprennent entre les fils, aboutissant à un nouveau partage de l'empire lors du traité de Verdun (843).

## Généalogie
Voir aussi Carolingiens
|  |                                     |  |  |  |  |  |  |  |  |  |  |  |  |  |  |  |
|  | Pépin dit le Bref                   |  |  |  |  |  |  |  |  |  |  |  |  |  |  |  |
|  |                                     |  |  |  |  |  |  |  |  |  |  |  |  |  |  |  |
|  |                                     |  |  |  |  |  |  |  |  |  |  |  |  |  |  |  |
|  | Charles dit le Grand ou Charlemagne |  |  |  |  |  |  |  |  |  |  |  |  |  |  |  |
|  |                                     |  |  |  |  |  |  |  |  |  |  |  |  |  |  |  |
|  |                                     |  |  |  |  |  |  |  |  |  |  |  |  |  |  |  |
|  | Bertrade de Laon                    |  |  |  |  |  |  |  |  |  |  |  |  |  |  |  |
|  |                                     |  |  |  |  |  |  |  |  |  |  |  |  |  |  |  |
|  |                                     |  |  |  |  |  |  |  |  |  |  |  |  |  |  |  |
|  | Louis Ier dit le Pieux              |  |  |  |  |  |  |  |  |  |  |  |  |  |  |  |
|  |                                     |  |  |  |  |  |  |  |  |  |  |  |  |  |  |  |
|  |                                     |  |  |  |  |  |  |  |  |  |  |  |  |  |  |  |
|  | Gérold Ier de Vintzgau              |  |  |  |  |  |  |  |  |  |  |  |  |  |  |  |
|  |                                     |  |  |  |  |  |  |  |  |  |  |  |  |  |  |  |
|  |                                     |  |  |  |  |  |  |  |  |  |  |  |  |  |  |  |
|  | Hildegarde de Vintzgau              |  |  |  |  |  |  |  |  |  |  |  |  |  |  |  |
|  |                                     |  |  |  |  |  |  |  |  |  |  |  |  |  |  |  |
|  |                                     |  |  |  |  |  |  |  |  |  |  |  |  |  |  |  |
|  | Emma d'Alémanie                     |  |  |  |  |  |  |  |  |  |  |  |  |  |  |  |
|  |                                     |  |  |  |  |  |  |  |  |  |  |  |  |  |  |  |
|  |                                     |  |  |  |  |  |  |  |  |  |  |  |  |  |  |  |

### Unions et descendance
```
Louis
 
I
er
 dit 
le Pieux

 1) ép. vers 794 
Ermengarde de Hesbaye

 2) ép. en 819 
Judith
 (
cf.
 
Welfs
)

 ├─De 1 
Lothaire
 
I
er
 (795-855), 
empereur d'Occident
 (840-855), épouse en 821 
Ermengarde de Tours
 (
cf.
 
Étichonides
)

 │
 ├─De 1 
Pépin
 
I
er
 (
v.
 
797
-838), 
roi d'Aquitaine
 (817-838), épouse en 822 Ringarde.
 │
 ├─De 1 Rotrude (
v.
 
800
-
†
 
).
 │
 ├─De 1 
Hildegarde
 (
v.
 
803
-857), épouse de Gérard d'Auvergne
[
45
]
, abbesse de l'
abbaye Saint-Jean de Laon
.
 │
 ├─De 1 
Louis dit 
le Germanique
 (
v.
 
806
-876), 
roi de Germanie
 (843-876).
 │ ép. en 827 
Emma
 (
cf.
 
Welfs
)

 │
 ├─De 2 
Gisèle
 (
v.
 
819/822
-874)), épouse d'
Eberhard de Frioul
 (
cf.
 
Unrochides
)
→ famille des 
Unrochides
.
 ├─De 2 
Charles
 
II
 dit 
le Chauve
 (823-877), 
roi de Francie occidentale
 (840-877), 
empereur d'Occident
 (875-877).
 │ 
 ├─Avec une concubine inconnue:
 ├─
Arnulf
 (
v.
 
794
-
v.
 
841
), comte de 
Sens
 en 817
```

À noter que Gisèle étant née en 820, elle est plus probablement la fille de Judith de Bavière.

## Tombeau de Louis le Pieux

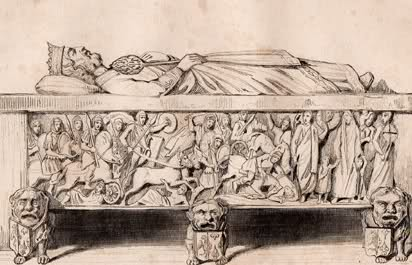
Tombeau de l'empereur Louis le Pieux, état avant la Révolution (gravure sur acier originale gravée par Chaillot).

Charlemagne avait fait de l'abbaye Saint-Arnoul de Metz la nécropole d'une partie de sa famille : sa femme Hildegarde, ses sœurs, ainsi que ses fils, dont l’empereur Louis le Pieux, y furent enterrés. Il s'agirait originellement d'un sarcophage du Ve siècle sorti des ateliers d'Arles ; seuls des reliefs sculptés de la face antérieure ont alors pu être conservés, toutes les autres parties du sarcophage ayant été détruites ou dispersées depuis la Révolution. Les fragments conservés permettent de reconnaître l'iconographie du passage de la mer Rouge.
Selon l’abbé Thibault (1239), les souverains étaient inhumés avec grand soin (il retrouva vêtements de soie, gants, anneaux, bâtons et couronnes dans certaines tombes).
Le siège de Metz par Charles Quint en 1552 entraîna la destruction de l’abbaye. Elle fut transférée, avec les tombeaux impériaux, à l’intérieur des remparts dans le couvent dominicain des Prêcheurs, construit en 1221, couvent qui, à l’exception de l’église, fut reconstruit au XVIIe siècle. On peut aujourd’hui voir ces bâtiments, avec en particulier le cloître, l’ancien réfectoire et l’ancienne sacristie.
Après le transfert de 1552, Henri II, roi de France, fit élever un mausolée dans la nouvelle abbatiale, du côté de l'épître. Le nom du sculpteur n'est pas connu mais un dessin du XVIIIe siècle permet d'en apprécier la majesté. Il s'agit d'un tombeau-effigie, aux formes verticales dominantes, tombeau grandiose qui répond au goût du XVIe siècle. Moins grand que les tombeaux royaux renaissants de Saint-Denis, le monument se devait de célébrer la gloire impériale carolingienne dont le Valois se voulait l'héritier. Le gisant de Louis le Pieux est couché directement sur la dalle-couvercle et occupe quasiment toute la longueur du sarcophage antique incorporé dans le nouvel arrangement. L'empereur est couronné, il tient le sceptre dans la main droite ; sa tête est appuyée sur un coussin, les pieds se dressent sans appui. Deux colonnes engagées ou adossées reposent sur la dalle-couvercle ; elles supportent un couronnement qui termine harmonieusement le tout. La partie inférieure du tombeau est constituée du sarcophage antique, amplifié par des pilastres ou des colonnes cannelées, disposées latéralement, agrémentées de coquilles et de cartouches. La cuve repose sur trois protomés de lion à tête anthropomorphe. Les lions tiennent entre leurs pattes des écussons bipartites avec lys royal et aigle impériale.
Lors de la Révolution, elle fut confisquée comme bien national, les religieux furent expulsés et les tombeaux impériaux carolingiens détruits.
Une partie du tombeau de Louis le Pieux se trouve aujourd'hui au musée de Metz.

## Hommages et citations

### Odonymie
- Rue Louis-le-Pieux : Sénergues, Thionville (rares cas d'utilisation publique du nom de Louis le Pieux, en France).
- Rue Louis-le-Débonnaire : Attigny, Metz, Saint-Benoît-sur-Loire, Soissons.
- Carrer Lluis el Piados (Rue Louis-le-Pieux, en catalan) : Barcelone (avec mention de sa conquête de la ville en 801).

### Citations
- Napoléon Ier parlant aux évêques de France en 1809 : « Messieurs, vous voulez me traiter comme si j'étais Louis le Débonnaire. Ne confondez pas le fils avec le père… Je suis Charlemagne… »[47]